# Euporosteus
L'euporosteo (gen. Euporosteus) è un pesce osseo estinto, appartenente ai celacantiformi. Visse tra il Devoniano inferiore e il Devoniano medio (circa 407 - 390 milioni di anni fa) e i suoi resti fossili sono stati ritrovati in Europa (Germania) e in Asia (Cina).

## Descrizione
Nonostante la notevole antichità, Euporosteus doveva assomigliare in maniera notevole agli attuali celacanti (gen. Latimeria). La morfologia era molto simile, e doveva essere presente la tipica coda trilobata, con i lobi superiore e inferiore molto più grandi di quello centrale. Euporosteus possedeva già file di grandi pori sensori sopraorbitali, visibili lungo le suture della volta cranica. Questa caratteristica era assente nella maggior parte dei celacanti del Devoniano, ma era invece comune nei celacanti derivati. 

## Classificazione
Euporosteus è stato descritto per la prima volta da Jaekel nel 1927, sulla base di resti fossili rinvenuti in Germania in strati del Devoniano medio. La specie tipo, Euporosteus eifelensis, è nota principalmente per materiale cranico. Successivamente, nel 2012, è stata ascritta al genere una nuova specie (E. yunnanensis) proveniente da terreni del Devoniano inferiore della Cina. 
La scoperta della specie cinese antepone di circa 17 milioni di anni la comparsa di Euporosteus, e mostra che il piano corporeo del fossile vivente Latimeria è rimasta sostanzialmente la stessa dal Devoniano inferiore a oggi. I fossili di Euporosteus yunnanensis, inoltre, indicano che altri fossili parziali noti come Eoactinistia foreyi, provenienti dal Devoniano inferiore dell'Australia, possano rappresentare altri celacanti anatomicamente moderni. 